# Roger Pirenne
Roger Pirenne CICM (* 9. August 1934 in Clermont-sur-Berwinne, Provinz Lüttich; † 6. August 2023 in Yaoundé, Kamerun) war ein belgischer Ordensgeistlicher und römisch-katholischer Erzbischof von Bertoua.

## Leben
Roger Pirenne besuchte die Grundschule in Clermont-sur-Berwinne und danach bis 1952 das Collège royal Marie-Thérèse in Herve. Anschließend trat er der Ordensgemeinschaft der Kongregation vom Unbefleckten Herzen Mariens bei und studierte Philosophie und Katholische Theologie am ordenseigenen Priesterseminar in Scheut. Am 3. August 1958 empfing er das Sakrament der Priesterweihe. Nach weiterführenden Studien wurde er 1961 an der Päpstlichen Akademie Alfonsiana in Rom mit der Arbeit La morale de Pélage: essai historique sur le rôle primordial de la grâce dans l’enseignement de la théologie morale („Die Moral des Pelagius: Ein historischer Überblick über die vorrangige Rolle der Gnade in der Lehre der Moraltheologie“) zum Doktor der Theologie im Fach Moraltheologie promoviert.
Pirenne wurde 1962 als Missionar in die Bundesrepublik Kongo entsandt. Von 1965 bis 1969 lehrte er Moraltheologie am ordenseigenen Priesterseminar in Jambes in Belgien. Anschließend war Pirenne Pfarrvikar im Erzbistum Yaoundé in Kamerun. Von 1981 bis 1983 war er in Doumaintang tätig und von 1983 bis 1991 in Batouri. Ab 1991 wirkte Pirenne in Yokadouma, wo er als Pfarrer der Kathedrale Marie Reine de la Paix und als Generalvikar des Bistums Yokadouma fungierte. Daneben gehörte Pirenne dem Provinzialrat der Kongregation vom Unbefleckten Herzen Mariens an.
Papst Johannes Paul II. ernannte ihn am 3. Februar 1994 zum ersten Bischof des mit gleichem Datum errichteten Bistums Batouri. Die Bischofsweihe spendete ihm der Apostolische Pro-Nuntius in Kamerun, Gabun und Äquatorialguinea, Erzbischof Santos Abril y Castelló, am 22. Mai desselben Jahres in Batouri; Mitkonsekratoren waren Paul Verdzekov, Erzbischof von Bamenda, und Jean Zoa, Erzbischof von Yaoundé. Sein Wahlspruch Gardien de la vérité („Hüter der Wahrheit“) stammt aus Ps 146,6 . Von 1995 bis zum 20. April 1997 war Pirenne zudem Apostolischer Administrator des vakanten Bistums Doumé-Abong’ Mbang. Als Bischof von Batouri approbierte er 1996 die Communauté Missionnaire de Cana.
Am 3. Juni 1999 bestellte ihn Johannes Paul II. zum Erzbischof von Bertoua. Auf Pirennes Initiative hin wurde das Katholische Institut von Bertoua gegründet, aus dem 2007 die Université catholique de Bertoua hervorging. Papst Benedikt XVI. nahm am 3. Dezember 2009 sein altersbedingtes Rücktrittsgesuch an. Danach lebte er in der Kommunität der Kongregation vom Unbefleckten Herzen Mariens in Yaoundé.
Im Jahr 2013 versetzte das Erzbistum Bertoua einen Priester wegen sexuellen Missbrauchs in den Laienstand. Später wurde der Priester im Erzbistum Köln tätig. Das Erzbistum wurde 2018 kirchen- und strafrechtlich gegen den Priester, der trotz Laisierung ein Empfehlungsschreiben Pirennes vorgelegt hatte, wegen Betrugs tätig und warnte vor dem ehemaligen Geistlichen.
Pirenne starb am 6. August 2023, drei Tage vor seinem 89. Geburtstag, im Hôpital de la Caisse in Yaoundé.

## Schriften
- La morale de Pélage: essai historique sur le rôle primordial de la grâce dans l’enseignement de la théologie morale. Pontificia Universitas Lateranensis. Accademia Alfonsiana, Rom 1962, OCLC 613665961.
- Roger Pirenne, André Krynski: La gloire de Dieu c’est l’homme debout. Mgr. Lambert van Heygen 25 ans au service du peuple de Dieu dans l’Est Cameroun. Bureau M.C.S., Bertoua 1987, OCLC 69088710.
- Magnificat. 50 ans pour reunir les hommes dans la fraternite du royaume du Christ. Centro Theophile Verbist, Mexiko-Stadt 2009, OCLC 936576188.